# اتجاهات دورية

الاتجاهات دورية.

الاتجاهات الدورية هي أنماط معينة موجودة في الجدول الدوري، يمكن من خلالها وصف أو التنبؤ بالخصائص الكيميائية والفيزيائية للعناصر، وذلك حسب موقعها في الجدول الدوري. أهم تلك الخصائص هي: طاقة التأين، الكهرسلبية، الألفة الإلكترونية، نصف القطر الذري، نصف القطر الأيوني، والتفاعلية.
أهمية الاتجاهات الدورية تكمن في أنها تُمكن الكيميائيين من التنبؤ بخصائص عنصر معين بسرعة ودقة كبيرة، وذلك بفضل الترتيب المنسق لأماكن العناصر في الجدول الدوري. هذه الاتجاهات توجد بسبب البنية الذرية المتشابهة للعناصر الموجودة في نفس الدورة أو المجموعة.
يوجد حالات استثنائية لهذه الاتجاهات، مثل طاقة التأين في المجموعة 3 و 6.
ملاحظة:
1) الدورة في الجدول الدوري تعني الصف الأفقي.
2) المجموعة في الجدول الدوري تعني العمود الرأسي.

## نصف القطر الذري
نصف القطر الذري هو نصف المسافة بين نواتين لعنصر باعتبار أن ذرة ذلك دائرية تماماً [1] ويستخدم لوصف حجم الذرة.[1][2] وتقاس بوحدة بيكو متر أو أنجستروم. بمعنى أخرى، يمكن تعريف نصف القطر الذري على أنه نصف المسافة الممتدة من نواة الذرة إلى أبعد مدار ذري ثابت، في ذرة متوازنة ميكانيكياً.
كما يطلق نصف القطر التساهمي على نصف القطر الذري (عند تكون روابطة تساهمية)، ونصف القطر اللافلزي في حالة العناصر اللافلزية، نصف القطر الفلزي في حالة العناصر الفلزية. وتقنيا فإن نصف القطر الذري هو نصف مسافة الاتزان بين ذرتين متجاورتين، (واللتان ترتبطان معا برابطة تساهمية، أو يتواجدا بقرب بعضهما البعض في شكلل شبكة بلورية لأي عنصر.
بالنسبة للاتجاهات الدورية، يقل طول نصف القطر الذري خلال الدورة (عند الذهاب من اليسار إلى اليمين في الجدول الدوري). في حين أنه يزداد عند الذهاب خلال المجموعة (عند الذهاب من الأعلى إلى الأسفل في الجدول الدوري)، بسبب إضافة مستوى طاقة جديد.
على سبيل المثال، عنصر الليثيوم يحتوي على مستويين من الطاقة في حين أن عنصر الصوديوم الموجود تحته في المجموعة لديه ثلاث مستويات من الطاقة، وهذا يعني أن نصف القطر الذري للصوديوم أكبر من نصف القطر الذري عند الليثيوم.
باختصار، ينخفض طول نصف القطر الذري خلال الدورة من اليسار إلى اليمين في حين أنه يزداد عند الذهاب خلال المجموعة من الأعلى إلى الأسفل.
نصف القطر الأيوني هو نصف المسافة بين ذرتين:
نصف القطر التسهامي، طالع المقالة
نصف قطر فان دير فالس، طالع المقالة

## طاقة التأين
طاقة التأين لذرة هي الطاقة اللازمة لنزع إلكترون منها. وطاقة التأين ذات أهمية كبيرة في الكيمياء الفيزيائية نظرا لأنها مقياس لقوة ترابط إلكترون بالذرة. إذا كان الترابط بين الإلكترون ونواة الذرة كبيرا زادت الطاقة التي يجب أن نمد بها الإلكترون لمغادرة الذرة والانفصال عنها.
بالنسبة للاتجاهات الدورية، فإن طاقة التأين تزداد خلال الدورة عند الذهاب من اليسار إلى اليمين في الجدول الدوري. السبب وراء ذلك هو تزايد عدد البروتونات عبر الدورة (والذي يعطي النواة شحنة موجبة أكبر). هذا يعني أن ازدياد الشحنة الموجبة تجذب الإلكترونات بقوة أكبر، وهذا يُصعّب نزع إلكترونات التكافؤ من الذرة، أي أن الطاقة اللازمة (والتي هي طاقة التأين) لنزع الإلكترون تزداد.
على سبيل المثال...
في المقابل، عند الذهاب من الأعلى إلى الأسفل في المجموعة في الجدول الدوري، فإن طاقة التأين تنخفض لأن إلكترونات التكافؤ تكون أبعد من النواة عند الاتجاه لأسفل المجموعة (بسبب ازدياد المسافة بين نواة الذرة والكترونات التكافؤ بفعل اذدياد نصف القطر الذري)، وبذلك تكون قوة الجذب بين النواة الموجبة والكترونات التكافؤ أضعف. بما أن قوة الجذب أضعف، هذا يُسهل نزع الكترونات التكافؤ من الذرة، أي أن الطاقة اللازمة (والتي هي طاقة التأين) لنزع الكترون واحد تنخفض.
باختصار، طاقة التأين تزداد خلال الدورة من اليسار إلى اليمين، في حين أنها تنخفض عند الذهاب خلال المجموعة من الأعلى إلى الأسفل.
بمكن أيضاً تلخيص هذا بالقول أنه كلما كان عدد الكم الرئيسي أقل، ستكون طاقة التأين (أي الطاقة اللازمة لإزالة الكترون) أكبر. ولكن يوجد استثناء لهذه القاعدة، حيث أن الأكسجين والبورون يحتاجان طاقة أقل، على عكس ما تنص عليه القاعدة.

## ألفة إلكترونية
الألفة الإلكترونية هي كمية الطاقة المنطلقة عند إضافة إلكترون لذرة غازية متعادلة لتكوين أيون غازي بشحنة مقدارها -1. وتصبح شحنتها سالبة عند انطلاق الطاقة.
الألفة الإلكترونية هي إذا فرق الطاقة بين الحالة القاعية لذرة (متعادلة) أو جزىء (متعادل) والحالة القاعية لأيونه السالب، أي هي كمية الطاقة اللازمة لتحريرها/أو الحصول عليها لذرة، أو جزيء لاكتساب إلكترون.
وحدة الألفة للإلكترونات هي وحدة طاقة وتقاس بالإلكترون فولت وهي وحدة مناسبة لصغر الذرات. وهي تعبر عن مقياس قوة ذرة متعادلة أو جزيء متعادل لاقتناء إلكترون إضافي. والعملية العكسية - وهي فصل إلكترون من ذرة متعادلة أو جزيء - تسمى تأين والطاقة الازمة لذلك تسمى طاقة تأين.
الألفة للإلكترونات من الصفات التي تتغير في الجدول الدوري للعناصر.

## الكهرسلبية
الكهرسلبية أو السالبية الكهربائية هي مقياس لمقدرة الذرة في الجزيء التساهمي على جذب الإلكترونات في الروابط الكيميائية. وتعتمد نوعية الرابطة المتكونة اعتمادا كبيرا على الفرق في السالبية الكهربية بين الذرات الداخلة فيها. تقوم الذرات المتشابهة في السالبية الكهربية«بسرقة» الإلكترونات من بعضها البعض والذي يرجع لما يسمى «مشاركة» وتكون رابطة تساهمية. ولكن لو كان هذا الفرق كبيرا سينتقل الإلكترون إلى أحد الذرات وتتكون رابطة أيونية. إضافة إلى ذلك في حالة أن أحد الذرات تقوم بسحب الإلكترونات بقوة أكبر قليلا من الأخرى فإنه تتكون رابطة تساهمية قطبية.
بالنسبة للاتجاهات الدورية، تزداد الكهرسلبية خلال الدورة (عند الذهاب من اليسار إلى اليمين في الجدول الدوري)، وذلك بسبب ازدياد الشحنة الموجوبة لنواة الذرة، وهذا بدوره يزيد من قدرة النواة على جذب الإلكترونات.
في المقابل، تنخفض الكهرسلبية خلال المجموعة (عند الذهاب من الأعلى إلى الأسفل في الجدول الدوري)، وذلك بسبب ازدياد المسافة بين النواة والكترونات التكافؤ، وهذا بذوره يقلل من قدرة النواة على جذب الاكترونات.
ولكن يوجد بعض الاستثناءات، فمثلاً في المجموعة 13 تزداد الكهرسلبية من الألمنيوم إلى الثاليوم، وفي المجموعة 14 الرصاص لديه كهوسلبية أقل من القصدير.

## إلكتروناتالتكافؤ
في الجدول الدوري، يزداد عدد إلكترونات التكافؤ خلال الدورة من اليسار إلى اليمين. في المقابل، لا يتغير عدد إلكترونات التكافؤ عند الذهاب خلال المجموعة من الأعلى إلى الأسفل. 

## التكافؤ
التكافؤ عملية كسب الاكترون في علم الكيمياء على أنه قوة الذرة الخاصة بأى عنصر على الاتحاد مع الذرات الأخرى ويتم قياس ذلك بعدد الإلكتروناتالتي ستقوم الذرة بإعطائها أو أخذها أو مشاركتها لعمل رابطة كيميائية. وهذا راجع لعدد الفراغات الموجودة في غلاف تكافؤ الذرة. كما يتم وصف حالة الذرة بإرقام لاتينية (مونو، باى/داى، تراى، تيترا وهكذا وذلك للتكافؤ 1، 2، 3، 4) فمثلا عنصر المجموعة الرئيسي الذي يكون فلز له تكافؤ 1، وهذا يساوى عدد اللإلكترونات الموجودة في غلاف التكافؤ للذرة. الفلزات الانتقالية غالبا ما يكون لها أكثر من تكافؤ (راجع القائمة بالأسفل) مع سيادة التكافؤ الأصغر في أغلب الأحوال.
في الجدول الدوري، يزداد التكافؤ أولاً ومن ثم ينخفض خلال الدورة من اليسار إلى اليمين. لا يحدث أي تغير عند الذهاب خلال المجموعة من الأعلى إلى الأسفل.

## الخصائص المعدنية والامعدنية
بالنسبة للاتجاهات الدورية في الجدول الدوري، الخصائص المعدنية (أو الخصائص الفلزية) تزداد عند الذهاب خلال المجموعة من الأعلى إلى الأسفل، بسبب تراجع قدرة النواة على جذب الإلكترونات (والذي يحدث نتيجة اذياد المسافة بين النواة وإلكترونات التكافؤ من أسفل إلى أعلى المجموعة). ضعف القدرة على جذب الاكترونات يجعل إلكترونات التكافؤ أكثر حرية في الارتباط مع عناصر أخرى وبذلك تكون قادرة على  نقل الكهرباء والحرارة (وهذا أحد خصائص المعادن أو الفلزات)
في المقابل، تنخفض الخصائص المعدنية خلال الدورة من اليسار إلى اليمين، بسبب ازدياد قدرة النواة على جذب الإلكترونات (والذي يحدث نتيجة ازدياد عدد البروتونات التي بدورها تزيد من شحنة النواة).
الخصائص اللامعدنية (أو الخصائص اللافلزية) تزداد خلال الدودة من اليسار إلى اليمين، بسبب ازدياد قدرة النواة على جذب الإلكترونات (والذي يحدث نتيجة ازدياد عدد البروتونات التي بدورها تزيد من شحنة النواة).

## نقطة الغليان والانصهار
نقطة الانصهار هي كمية الطاقة اللازمة لتغير حالة المادة من الحالة الصلبة إلى الحالة السائلة.
عمومًا، كلما كانت الرابطة بين ذرات عنصر ما أقوى، كلما زادت بذلك الطاقة اللازمة لكسر تلك الرابطة. ولأن درجة الحرارة تتناسب بشكل مباشر (تناسباً طردياً) مع الطاقة، ترتبط طاقة تفكك الارتباط بدرجة حرارة عالية.
بالنسبة للاتجاهات الدورية لنقاط الغليان والانصهار، فانه لا يمكن -بشكل عام- التنبؤ بالاتجاه الدوري لهم عبر الجدول الدوري.
ومع ذلك، يمكن استخلاص بعض الاستنتاجات، مثل:
- المعادن عموما تمتلك نقطة انصهار عالية.
- معظم اللامعادن تمتلك نقطة انصهار منخفضة.

## حالات خاصة
لدى الاتجاهات الدورية العديد من الاستثناءات و/أو التناقضات، ولكن أبرزها كما يلي:
1. الكهرسلبية: قلنا سابقاً أن الكهرسلبية تزداد كلما اتجهنا إلى اليمين.  هذا صحيح باستثناء أن هذه القاعدة لا تشمل الغازات النبيلة، واللانثانيدات، والأكتينيدات. هذا يعني أن الفلور يحتوي على أعلى قيمة كهرسلبية، وليس النيون أو الهيليوم.  ويرجع ذلك إلى أن تعريف الكهرسلبية يشترط وجود «رابطة تساهمية».  بما أن الغازات النبيلة لا تترابط، فبشكل عام، ليس لديها طاقة كهرسلبية. بالنسبة لللانثانيدات والأكتينيدات، فهذه العناصر تمتلك كيمياء أكثر تعقيدًا لا تتبع أي اتجاهات بشكل عام. لذلك، لا تحتوي الغازات النبيلة، واللانثانيدات، والأكتينيدات على قيم كهرسلبية متوافقة مع الاتجاهات الدورية. (تجدر الإشارة هنا إلى أنه تم إجبار عدد قليل من الغازات النبيلة على تشكيل روابط بشكل ناجح تحت ظروف معينة (عند درجة حرارة عالية وضغط مرتفع مع الفلور مثلاً)).[10][11][12]
2. طاقة التأين: قلنا سابقاً أن طاقة التأين تزداد كلما اتجهنا إلى اليمين. هذا صحيح باستثناء أن طاقة التأين الأولى للبورون أقل من طاقة التأين لدى البريليوم وطاقة التأين الأولى للأكسجين أقل من طاقة التأين لدى النيتروجين. سبب التباين هذا يرجع إلى التوزيع الإلكترونيلهذه العناصر بالإضافة إلى قاعدة هوند. بالنسبة للبريليوم، يأتي الإلكترون الأول للتأين المحتمل من المداري 2s، على الرغم من أن تأين البورون يتضمن إلكترون 2p.  لكل من النيتروجين والأكسجين يأتي الإلكترون من المدار 2p، ولكن الدوران هو نفسه لكل إلكترونات النيتروجين 2p، بينما توجد مجموعة من الإلكترونات المقترنة في أحد مدارات الأكسجين 2p.[12]